# José de Souza Martins Filho
José Abílio de Souza Martins Filho (Martins, 9 de março de 1934) foi um agricultor, comerciante, notário, advogado e político brasileiro que foi senador pelo Rio Grande do Norte.

## Biografia
Filho de José Abílio de Souza Martins e Amabília Dias da Cunha Martins, foi agricultor e comerciante antes de assumir o cargo de tabelião titular do 2º Cartório Judicial de Umarizal sendo posteriormente advogado ao concluir seu Bacharelado em Direito em 1979 pela Universidade Federal da Paraíba. Sua carreira política teve início ao ser eleito prefeito de sua cidade natal em 1965 em sucessão ao sogro, Paulo Abílio de Souza. Através de um estratagema jurídico no qual seu casamento religioso não possuía efeitos civis, foi substituído no comando da cidade por sua esposa em 1970 retornando o próprio Martins Filho ao executivo municipal em 1972 sendo novamente substituído pela esposa em 1976. Em 1978 foi eleito primeiro suplente do senador Jessé Freire (ARENA) e efetivado em 1980 ante a morte do titular. Ao longo de sua estadia na Câmara Alta do país esteve no PDS e a seguir no PMDB, no qual ingressou em setembro de 1984 em virtude da sucessão presidencial que se avizinhava.